# Anserma
Anserma è un comune della Colombia facente parte del dipartimento di Caldas.
Il centro abitato venne fondato da Jorge Robledo nel 1539, mentre l'istituzione del comune è del 7 dicembre 1882.